# Albert Rivera
Alberto Carlos Rivera Díaz, mieux connu comme Albert Rivera, né le 15 novembre 1979 à Barcelone, est un juriste et homme politique espagnol, président de Ciudadanos de 2006 à 2019, député au Parlement de Catalogne de 2006 à 2015 et membre du Congrès des députés de 2016 à 2019.
Il se définit comme défenseur de la Constitution espagnole de 1978, progressiste, laïque et fédéraliste européen. Il propose une Espagne fédérale sans privilèges territoriaux.
Après avoir fait de Ciudadanos, à l'origine limité à la Catalogne, un mouvement centriste majeur au niveau national, il tente une droitisation de son parti qui le mène à une déroute aux élections de novembre 2019. À la suite de cet échec, il se retire de la vie politique.

## Biographie

### Études, formation
Fils unique du Barcelonais Agustín Rivera et de María Jesús Díaz (originaire de Málaga), tous deux commerçants (magasin d'électroménagers dans le quartier de la Barceloneta).
Albert Rivera est champion de Catalogne de natation à l'âge de 16 ans.
Il possède une licence de droit de l'ESADE (université Ramon Llull) et un master en droit constitutionnel.
Après avoir commencé ses études de droit, il manifeste son intérêt pour la politique et les joutes oratoires. Il participe à un championnat universitaire de débats à travers l'Espagne. Son équipe remporte la compétition. Il est élève de Francesc de Carreras, professeur des universités en droit constitutionnel et initiateur de la plateforme citoyenne Ciudadanos de Cataluña qui débouche ensuite sur la création du parti politique Citoyens.
Après avoir obtenu sa licence en septembre 2002, il commence sa vie professionnelle à La Caixa. En 2004, il réussit un concours interne et travaille jusqu'en 2006 comme avocat aux services juridiques de La Caixa. Il demande un congé afin de préparer les élections catalanes de 2006.

### Carrière politique
Lors du premier congrès de Ciudadanos-Partido de la Ciudadanía qui se tient en juillet 2006, Albert Rivera est élu président.
Lors des élections au Parlement de Catalogne de 2006, Rivera se présente à la présidence de la généralité de Catalogne. Il pose nu sur son affiche de campagne. Il parvient à se faire élire en compagnie de deux autres membres de son parti (sixième force en Catalogne).
En septembre 2007, il reçoit chez lui des menaces de mort pour le forcer à cesser « sa politique contre le nationalisme ». Devant chez lui, des inconnus placardent sa photographie avec une balle plantée dans le front. Deux militants indépendantistes d'ERC sont arrêtés et reconnaissent les faits, ,.
En mars 2008, il se présente aux élections générales espagnoles, mais sans succès.
Après un processus électoral interne au parti, Albert Rivera est choisi comme candidat à la présidence de la généralité de Catalogne en 2010, .
Albert Rivera s'oppose à l'interdiction des corridas en Catalogne. Cette prise de position lui vaut d'être porté en triomphe avec Rafael Luna, député du Parti populaire, et le torero Serafín Marín aux arènes de Barcelone le 26 septembre 2010.

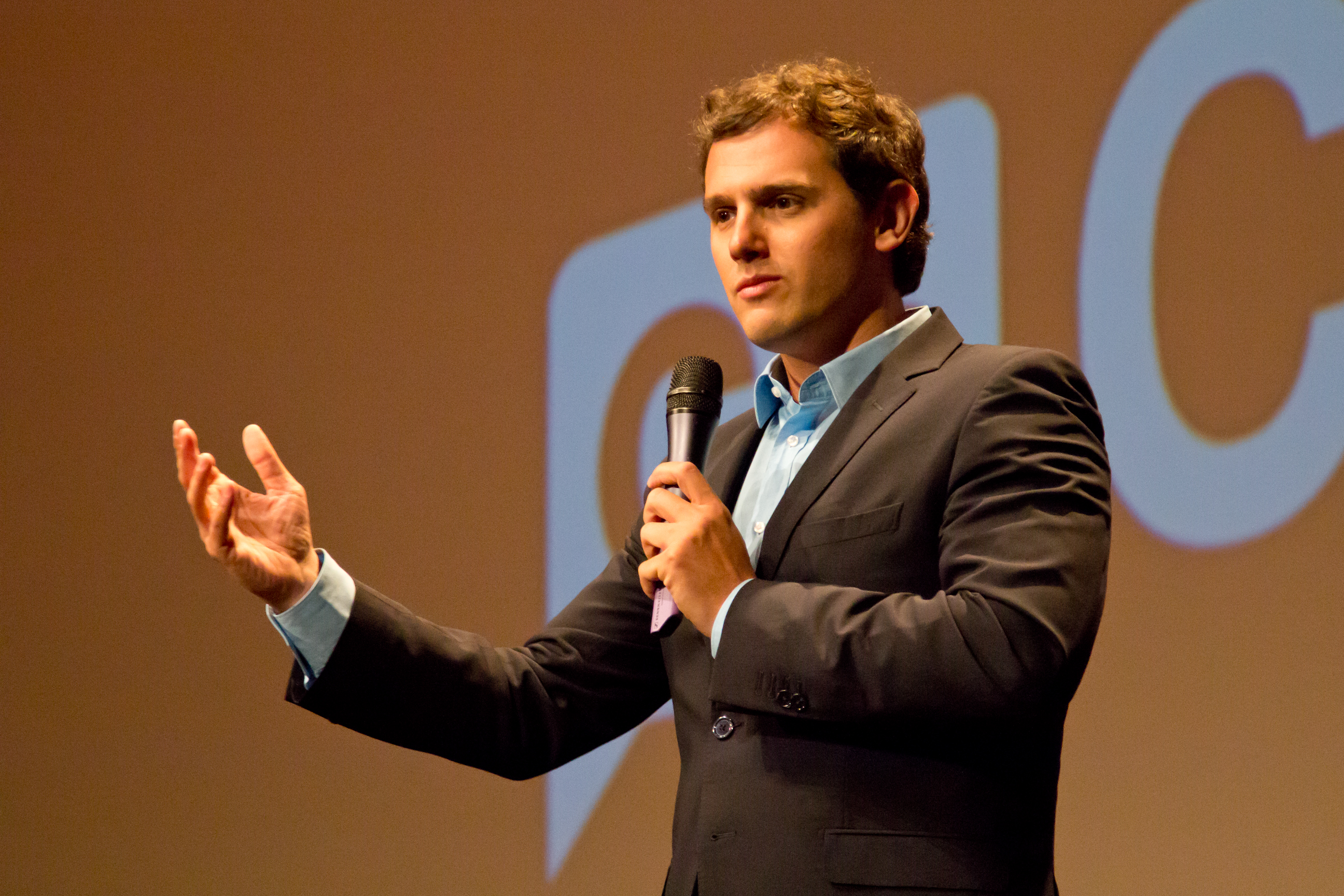
Albert Rivera en 2015.

Sur l'affiche électorale pour les élections catalanes de 2010, Rivera apparaît habillé tandis que le reste des candidats sont nus au fond de l'image. Lors de ces élections, il renouvelle son mandat de député.
Lors des élections catalanes de novembre 2012, le parti d'Albert Rivera parvient à tripler sa représentation au Parlement de Catalogne avec neuf sièges (7,56% des votes). Il demande la démission d'Artur Mas.
Albert Rivera est affilié au syndicat UGT, proche du Parti socialiste.
Fin 2015, Rivera est tête de liste aux élections générales de décembre, tandis que sa camarade de parti, Inés Arrimadas, est la tête de liste aux élections régionales catalanes de septembre.
En janvier 2017, il est aisément réélu président de Ciudadanos après que ses listes ont remporté la totalité des délégués votant lors du Congrès du parti.
Il est invité au groupe Bilderberg depuis 2017
À l'approche des élections générales de novembre 2019, Albert Rivera exclut tout accord de gouvernement avec le PSOE à l’issue des élections, proposant un gouvernement de coalition avec le PP. Il n'exclut pas un soutien de Vox, sur le modèle du gouvernement andalou formé en janvier 2019. Il annonce sa démission, le 11 novembre 2019, après sa débâcle aux élections générales. Alors qu'il avait obtenu 57 députés et 5 sénateurs en avril 2019, le scrutin du 10 novembre ne rapportent à Ciudadanos que 10 députés et plus aucun sénateur. Il annonce également démissionner de son poste de député et sa volonté de quitter la vie politique.

## Idées politiques
Albert Rivera se définit comme constitutionnaliste, progressiste et libéral. Il évite de se situer sur l'axe gauche/droite en affirmant que cela ne sert qu'à générer des conflits et de la confusion. Il propose une Espagne combinant le marché libre ("sans copinages") et l'État providence. Son parti défend une Espagne laïque et fédérale, sans privilèges territoriaux, à l'intérieur des États-Unis d'Europe,,.
Il est favorable à une loi autorisant l'avortement au cours des 12 premières semaines. Cependant, Albert Rivera ne considère pas que l'avortement soit un droit mais qu'il s'agit d'un « échec de la société » et d'un drame qu'il faut réguler,,. 
Rivera est favorable au mariage entre personnes de même sexe.
Il est opposé à la politique linguistique catalane actuelle. Il souhaite que l'enseignement à l'école se fasse de manière trilingue : 40 % en espagnol, 40 % en catalan et 20 % en anglais.
Il s'oppose à l'enseignement de la religion à l'école. Selon lui, l'école ne doit enseigner que des choses objectives et que chacun est libre de croire ce qu'il veut. Mais il n'est pas opposé à l'enseignement de l'histoire des religions car il en reconnaît l'importance.
Il est favorable à l'assistance sanitaire universelle pour tous les Espagnols et pour les étrangers régularisés. Pour les sans-papiers, il propose un catalogue de services basiques en cas d'urgence, pour les cas de maladies graves et contagieuses, de femmes enceintes et de mineurs.
Albert Rivera est pour une réforme fiscale qui fasse baisser les impôts afin de réactiver l'économie. Cette baisse d'impôts serait compensée par l'élimination ou la réforme du Sénat, la suppression des députations, la fusion entre des municipalités de petite taille.
Rivera souhaite un pacte sur l'éducation afin d'éviter qu'elle ne soit modifiée tous les 4 ans.
Il voudrait obliger les partis politiques auxquels appartiennent les politiciens corrompus à rembourser l'argent volé. Il est proche idéologiquement d'Emmanuel Macron,, a qui il avait d'ailleurs apporté son soutien lors de l'élection présidentielle française.
Il est opposé au transfert des restes de Franco hors du mausolée de Valle de los Caídos voulu par le chef du gouvernement Pedro Sánchez.